# Криворучко Ігор Андрійович
І́гор Андрійович Криворучко Андрі́йович Кривору́чко (нар. 18 січня 1960) — український хірург, доктор медичних наук (1997), професор (2002), академік НАН вищої освіти України (2025), лауреат Державної премії України в галузі науки і техніки (2009), заслужений діяч науки і техніки України (2021), член правління Асоціації хірургів України, Всесвітнього товариства хірургів, Всесвітнього товариства невідкладної хірургії (делегат від України з 2024 р.), Європейського пакреатичного клубу та  Всесвітнього товариства синдрому абдомінального компартмента.
https://knmu.edu.ua/departments/kafedra-hirurgiyi-2

## Життєпис
Народився 18 січня 1960 року в місті Полярний, Мурманської області в родині військового лікаря. У 1967—1977 рр. навчався у СШ № 4 м. Умані, Черкаської області. У 1983 році закінчив з відзнакою Харківський медичний інститут; відтоді працював в ДУ «Інститут загальної та невідкладної хірургії імені В. Т. Зайцева  НАМН України (http://ionh.com.ua/): до 1991 року лікарем-хірургом, молодшим науковим співробітником, старшим науковим співробітником; протягом 1991—2000 років — завідувачем відділу; у 2000–2004 рр. — заступником директора з наукової роботи.
Від 28.08.2004 року — завідувач кафедри хірургії № 2 Харківського національного медичного університету.
Лауреат Державної премії України в галузі науки і техніки 2009 року — за роботу «Розробка та впровадження нових методів діагностики і хірургічного лікування захворювань підшлункової залози»; співавтори Болдіжар Олександр Олександрович, Бондар Григорій Васильович, Дронов Олексій Іванович, Запорожченко Борис Сергійович, Кондратенко Петро Геннадійович, Тодуров Іван Михайлович, Усенко Олександр Юрійович, Чорний Володимир Володимирович, Ярешко Володимир Григорович.
Заслужений діяч науки і техніки України від 17 травня 2021 року (Указ Президента України No 195/2021)[первинне джерело].
Академік НАН вищої освіти України від 2025 р. (http://nanvou.org.ua/) 
Наукові дослідження полягають у таких галузях:
- абдомінальна, торакальна та серцево-судинна хірургія, хірургія гнійно-септичних станів та політравми; онкохірургія; хірургічна ендокринологія;
- лапароскопічна хірургія та інші мінімальні інвазивні втручання.